# Vòng loại Giải vô địch bóng đá nữ thế giới 2011 (Bảng 6 UEFA)
Bảng 6 Vòng loại Giải vô địch bóng đá nữ thế giới 2011 khu vực châu Âu là một trong các bảng đấu loại do UEFA tổ chức để chọn đội tham dự Giải vô địch bóng đá nữ thế giới 2011. Bảng gồm các đội Thụy Sĩ, Nga, Cộng hòa Ireland, Israel và Kazakhstan.
Đội đầu bảng Thụy Sĩ giành quyền vào vòng play-off.

## Bảng xếp hạng
| Đội              | Tr | T | H | B | BT | BB | HS  | Đ  |
| ---------------- | -- | - | - | - | -- | -- | --- | -- |
| Thụy Sĩ          | 8  | 7 | 0 | 1 | 28 | 6  | +22 | 21 |
| Nga              | 8  | 6 | 1 | 1 | 30 | 6  | +24 | 19 |
| Cộng hòa Ireland | 8  | 4 | 1 | 3 | 12 | 10 | +2  | 13 |
| Israel           | 8  | 2 | 0 | 6 | 4  | 24 | −20 | 6  |
| Kazakhstan       | 8  | 0 | 0 | 8 | 4  | 32 | −28 | 0  |

|                  | Israel | Kazakhstan | Cộng hòa Ireland | Nga | Thụy Sĩ |
| ---------------- | ------ | ---------- | ---------------- | --- | ------- |
| Israel           | –      | 1–0        | 0–3              | 1–6 | 1–2     |
| Kazakhstan       | 0–1    | –          | 1–2              | 0–6 | 2–4     |
| Cộng hòa Ireland | 3–0    | 2–1        | –                | 1–1 | 1–2     |
| Nga              | 4–0    | 8–0        | 3–0              | –   | 0–3     |
| Thụy Sĩ          | 6–0    | 8–0        | 2–0              | 1–2 | –       |

## Kết quả
| Thụy Sĩ                            | 2–0      | Cộng hòa Ireland |
| ---------------------------------- | -------- | ---------------- |
| Moser 56' · Dickenmann 64' (ph.đ.) | Chi tiết |                  |

| Thụy Sĩ   | 1–2      | Nga                          |
| --------- | -------- | ---------------------------- |
| Meyer 87' | Chi tiết | Skotnikova 8' · Danilova 16' |

| Cộng hòa Ireland           | 2–1      | Kazakhstan      |
| -------------------------- | -------- | --------------- |
| O'Sullivan 43' · Roche 87' | Chi tiết | Krassyukova 64' |

| Israel   | 1–0      | Kazakhstan |
| -------- | -------- | ---------- |
| Erez 42' | Chi tiết |            |

| Nga                                            | 3–0      | Cộng hòa Ireland |
| ---------------------------------------------- | -------- | ---------------- |
| Morozova 12' · Savchenkova 52' · Petrova 90+1' | Chi tiết |                  |

| Israel          | 1–2      | Thụy Sĩ                  |
| --------------- | -------- | ------------------------ |
| Abbé 76' (l.n.) | Chi tiết | Maendly 55' · Abbé 90+1' |

| Kazakhstan | 1–2      | Cộng hòa Ireland      |
| ---------- | -------- | --------------------- |
| Yalova 6'  | Chi tiết | Roche 64' · Tracy 70' |

| Israel    | 1–6      | Nga                                                                                 |
| --------- | -------- | ----------------------------------------------------------------------------------- |
| Cohen 47' | Chi tiết | Poryadina 10' · Fomina 29', 89' · Savchenkova 62' · Kurochkina 81' · Kozhnikova 85' |

| Israel | 0–3      | Cộng hòa Ireland                  |
| ------ | -------- | --------------------------------- |
|        | Chi tiết | O'Sullivan 32', 52' · O'Brien 81' |

| Thụy Sĩ                                                                            | 6–0      | Israel |
| ---------------------------------------------------------------------------------- | -------- | ------ |
| Abbé 8', 64' · Barqui 14' (l.n.) · Stein 68' · Dickenmann 71' · Crnogorcevic 90+3' | Chi tiết |        |

| Kazakhstan | 0–6      | Nga                                                                             |
| ---------- | -------- | ------------------------------------------------------------------------------- |
|            | Chi tiết | Kurochkina 42', 56' (ph.đ.), 71' (ph.đ.), 89' · Savchenkova 44' · Terekhova 52' |

| Cộng hòa Ireland | 1–2      | Thụy Sĩ                 |
| ---------------- | -------- | ----------------------- |
| Grant 57'        | Chi tiết | Maendly 21' · Beney 54' |

| Kazakhstan | 0–1      | Israel    |
| ---------- | -------- | --------- |
|            | Chi tiết | Sofer 71' |

| Nga | 0–3      | Thụy Sĩ                        |
| --- | -------- | ------------------------------ |
|     | Chi tiết | Kuster 18' · Bachmann 77', 78' |

| Kazakhstan        | 2–4      | Thụy Sĩ                                        |
| ----------------- | -------- | ---------------------------------------------- |
| Bachmann 16', 44' | Chi tiết | Bachmann 15' · Dickenmann 43', 56' · Meyer 57' |

| Nga                                                                    | 4–0      | Israel |
| ---------------------------------------------------------------------- | -------- | ------ |
| Kurochkina 5' (ph.đ.) · Skotnikova 24' · Kozhnikova 31' · Sochneva 80' | Chi tiết |        |

| Cộng hòa Ireland  | 1–1      | Nga            |
| ----------------- | -------- | -------------- |
| Grant 59' (ph.đ.) | Chi tiết | Kozhnikova 64' |

| Thụy Sĩ                                                           | 8–0      | Kazakhstan |
| ----------------------------------------------------------------- | -------- | ---------- |
| Crnogorcevic 4', 27', 44', 57', 77' · Zumbühl 7' · Moser 11', 56' | Chi tiết |            |

| Nga                                                                               | 8–0      | Kazakhstan |
| --------------------------------------------------------------------------------- | -------- | ---------- |
| Skotnikova 2' · Sochneva 34', 88' · Danilova 50', 55', 62', 72' · Semenchenko 64' | Chi tiết |            |

| Cộng hòa Ireland         | 3–0      | Israel |
| ------------------------ | -------- | ------ |
| O'Sullivan 59', 64', 80' | Chi tiết |        |